# Yann Pivois
Yann Pivois (Le Mans, 20 januari 1976) is een Frans voormalig wielrenner. Hij was prof tot 2010.

## Overwinningen
2004
- Eindklassement Tour Nivernais Morvan

2005
- Prix des Moissons

2008
- 2e etappe Tour de la Manche

Cantero · Dalibard · Delpech · Duret · Guilbert · Le Lay · Lelarge · Naibo · Petilleau · Pivois · Plouhinec · Poilvet · Thébault · Zieliński
Bonsergent · Dalibard · Delpech · Duret · Guilbert · Hervé · Le Lay · Lelarge · Petilleau · Pivois · Poilvet · Zieliński
Bonsergent · Dalibard · Delpech · Duret · Gautier · Guilbert · Le Floch · Le Lay · Lelarge · Petilleau · Pivois · Zieliński
Bonsergent · Dalibard · Delpech · Duret · Gautier · Le Floch · Le Lay (tot 29/07) · Lebreton · Lelarge · Pivois · Poilvet · Rault · Zieliński · Jouanno (stagiair) · Malacarne (stagiair)
Bideau · Bonsergent · Champion · Dalibard · Delpech · Duret · Hartmann · Jégou · Jouanno · Le Bon · Lebreton · Lelarge · Malacarne · Monnerais · Pivois · Rault · Halleguen (stagiair)